# Jason Winer
Jason Winer (Baltimora, 7 dicembre 1972) è un regista, sceneggiatore e attore statunitense.
È noto per aver diretto molti episodi di Modern Family, esperienza che gli è la valsa due candidature ai premi Emmy e un Directors Guild of America Award, ottenuto per la regia dell'episodio pilota.

## Biografia
Nel 2011 ha diretto il suo primo lungometraggio, Arturo, mentre nel 2012 è stato co-creatore della serie 1600 Penn.

## Filmografia

### Regista
- The Adventures of Big Handsome Guy and His Little Friend - corto (2005)
- Giants of Radio - film TV (2008)
- Carpoolers - serie TV, 2 episodi (2008)
- Miss Guided - serie TV, 1 episodio (2008)
- Kath & Kim - serie TV, 1 episodio (2008)
- This Might Hurt - film TV (2009)
- Samantha Who? - serie TV, 1 episodio (2009)
- Arturo (2011)
- New Girl - serie TV, 2 episodi (2011)
- Rebounding - film TV (2012)
- Non fidarti della str**** dell'interno 23 - serie TV, 1 episodio (2012)
- The Gabriels - film TV (2012)
- Modern Family - serie TV, 19 episodi (2009-2012)
- 1600 Penn - serie TV, 9 episodi (2012-2013)
- The Crazy Ones - serie TV, 7 episodi (2013-2014)

### Attore
- Le fantasme de Bobo (1994)
- To Sir, with Love II - film TV (1994)
- The Blame Game - serie TV (1994)
- Suburban Monogamy - cortometraggio (1999)
- King of the World - film TV (2000)
- Maial College (2002)
- Al vertice della tensione (The Sum of All Fears) (2002)
- Off Centre - serie TV, 1 episodio (2003)
- Angel - serie TV, 1 episodio (2003)
- One on One - serie TV, 1 episodio (2003)
- Perfect Opposites (2004)
- Significant Others - serie TV, 2 episodi (2004)
- The Adventures of Big Handsome Guy and His Little Friend - cortometraggio (2005)
- Suits on the Loose (2005)
- Tu, io e Dupree (2006)
- The Adventures of Big Handsome Guy and His Little Friend - film TV (2006)
- Giants of Radio - film TV (2008)